# Hong Kong Science Museum
Das Hong Kong Science Museum (chinesisch 香港科學館) ist ein öffentliches Wissenschaftsmuseum im Osten von Tsim Sha Tsui auf der Halbinsel Kowloon in Hongkong. Es befindet sich in unmittelbarer Nähe des Hong Kong Museum of History und wird vom Leisure and Cultural Services Department betrieben.

## Geschichte
Die Idee für das Museum entstand 1976 durch den Urban Council. 1984 wurde das amerikanische Unternehmen E. Verner Johnson and Associates mit der Planung beauftragt. Weitere Designfirmen wie West Office Design, Toshihiko Sakow Associates und Levy Design arbeiteten an den Ausstellungen.
1986 wurde das Architekturbüro Palmer and Turner mit dem Entwurf des Gebäudes beauftragt. Der Bau begann im März 1988 und wurde im November 1990 abgeschlossen. Die offizielle Eröffnung fand am 18. April 1991 durch Gouverneur David Wilson und H.M.G. Forsgate, Vorsitzender des Urban Council, statt.
Nach der Auflösung des Urban Council im Jahr 2000 übernahm das Leisure and Cultural Services Department die Verwaltung.

## Ausstellungen
Das Museum bietet etwa 500 Exponate, von denen rund 80 % interaktiv sind. Das auffälligste Exponat ist die 22 Meter hohe „Energy Machine“, die als größte ihrer Art weltweit gilt.
Weitere Highlights sind:
- Ein originaler DC-3-Flugzeugrumpf der Cathay Pacific, aufgehängt im Ausstellungsraum
- Ein Fahrsimulator in einem echten Auto
- Ein virtuelles Flugzeug-Cockpit mit Tour über Hongkong
- Ein interaktiver Kinderbereich mit Experimentierstationen

Die Ausstellungen behandeln Themen wie:
- Licht, Klang und Bewegung
- Elektrizität und Magnetismus
- Mathematik, Lebenswissenschaften, Geowissenschaften und Meteorologie
- Transport, Kommunikation, Energie, Haushaltstechnologie und Lebensmittelwissenschaft

Zusätzlich finden tägliche Live-Demonstrationen statt.

## Architektur
Das vierstöckige Museumsgebäude wurde von Palmer and Turner entworfen und von Leighton Contractors (Asia) Limited errichtet. Es umfasst etwa 13.500 Quadratmeter und basiert auf einem modularen Designkonzept, das flexible Anpassungen ermöglicht.

## Verkehrsanbindung
Das Museum ist fußläufig erreichbar von mehreren MTR-Stationen:
- Hung Hom Station
- East Tsim Sha Tsui Station
- Tsim Sha Tsui Station
- Jordan Station

## Zukunft
Im Dezember 2023 schlug die Regierung Hongkongs vor, das Museum nach Sha Tin zu verlegen und am aktuellen Standort ein neues Museum über die Errungenschaften Chinas zu errichten. Der Vorschlag stieß auf öffentliche Kontroversen.

## Verweise
- Offizielle Website (chinesisch/englisch) Abgerufen am 4. Juni 2025